# 诺尔施泰特
诺尔施泰特（德語：Norstedt）是德国石勒苏益格－荷尔斯泰因州的一个市镇。总面积13.50平方公里，总人口445人，其中男性224人，女性221人（2011年12月31日），人口密度33人/平方公里。